# Enoch L. Johnson
Pour les articles homonymes, voir Johnson.
Enoch Lewis Johnson, né le 20 janvier 1883 et mort le 9 décembre 1968, est un homme politique et un mafieux américain, du début du XXe siècle à la Seconde Guerre mondiale. Il est surnommé « Nucky ».
Des années 1910 jusqu'à son emprisonnement en 1941, il est le chef indiscuté du système politique et mafieux d'Atlantic City. Se servant de sa position politique de trésorier du comté, il dirige la ville pendant les Roaring Twenties, alors qu'elle atteint l'apogée de sa popularité, notamment en devenant une zone de non-droit dans le domaine criminel lors de la Prohibition. Il est impliqué dans le trafic d'alcool, les paris et la prostitution.

## Biographie

### Ses débuts
Enoch Lewis Johnson est né le 20 janvier 1883 à Galloway Township dans le New Jersey, fils de E. Smith et Virgina Johnson. Son surnom "Nucky" trouve son origine dans son prénom Enoch.
En 1886, Smith E. Johnson (1853-1917) est élu shérif du comté d'Atlantic pour un mandat de 3 ans. La famille s'installe alors à Mays Landing, le siège du comté. Un shérif ne pouvant prétendre se succéder à lui-même, Smith Johnson occupe alternativement, pendant les vingt années suivantes, un mandat de shérif et un mandat d'adjoint au shérif. En tant que shérif il vit à Mays Landing tandis que lors de ses mandats d'adjoint il vit à Atlantic city.
Smith Johnson forme avec le greffier du comté d'Atlantic Lewis P. Scott (1854-1907) et le membre du congrès John J. Gardner (en), un triumvirat qui domine les gouvernements d'Atlantic City et du comté d'Atlantic avant l'arrivée de Louis Kuehnle (en).

### Ascension
Nucky Johnson devient en 1905 l'adjoint du shérif (qui n'est autre que son père), et se marie en 1906 à son amie d'enfance Mabel Jeffries originaire de Mays Landing. En 1908, il est élu shérif du comté d'Atlantic en remplacement de son père et le reste jusqu'en 1911 lorsqu'une décision de justice lui ordonne de quitter ses fonctions,. En 1909 il devient secrétaire du comité exécutif du parti républicain du comté d'Atlantic, une position éminemment importante. En 1911, le chef politique local Louis Kuehnle (en) est déclaré coupable de corruption et emprisonné, Johnson lui succède alors comme leader du parti républicain local pour Atlantic City et les gouvernements du comté d'Atlantic.
Atlantic City est une destination touristique importante mais les élites locales savaient que ce succès ne serait pérenne que si la ville pouvait répondre aux désirs des touristes : la possibilité de boire de l'alcool, de jouer aux jeux d'argent et d'accéder à des prostituées. Les édiles réalisent qu'une industrie souterraine donnerait à la ville un atout sur ses concurrents. Par conséquent, l'organisation dont Johnson venait de prendre la tête autorise la vente d'alcool le dimanche (bien qu'une loi du New Jersey l'interdise), les jeux d'argent et la prostitution en échange du paiement d'une prime par les marchands pour leur protection à l'organisation dirigée par Nucky Johnson. Cette industrie souterraine fut prospère et en expansion sous l'ère de Nucky Johnson. Il est aussi bénéficiaire de la corruption en touchant des pots-de-vin sur les contrats publics,.
En 1912 sa femme meurt. Johnson respectait la tradition d'abstinence jusque-là, toutefois, il commence à consommer de l'alcool après le décès de sa femme.
Il occupe différentes fonctions durant les trente années de son règne : trésorier du comté (ce qui lui permet d'en contrôler les finances), précepteur du comté, éditeur d'un journal hebdomadaire, directeur de banque, président d'une compagnie immobilière et de prêts immobiliers, directeur d'une brasserie de Philadelphie,. Il refuse les sollicitations pour concourir aux élections sénatoriales pensant qu'il n'a pas les qualités d'un vrai chef pour se présenter aux élections,. Étant le plus puissant républicain du New Jersey, il permet l'élection de plusieurs gouverneurs et sénateurs.
En 1916 Johnson est directeur de campagne du candidat républicain Walter E. Edge (en) pour le siège de gouverneur où il est élu. Johnson a non seulement levé de l'argent pour Edge (alors sénateur pour le comté d'Atlantic) mais aussi manœuvré habilement en rencontrant le chef du parti démocrate du comté de l'Hudson Frank Hague. Ce dernier déteste le candidat démocrate Otto Wittpenn (en). Edge conclut avec Frank Hague un accord de coopération contre le vote des militants de Hague pour Edge durant la primaire républicaine. Hague ne soutient pas Wittpenn dans l'élection finale permettant ainsi l'élection de Walter E. Edge. Le nouveau gouverneur récompense Johnson en le nommant clerc de la cour suprême de l'État du New Jersey.

### Atlantic City durant la prohibition
Le pouvoir de Johnson est à son apogée durant la prohibition qui s'étend entre les années 1919 et 1933. Les premiers effets sont cependant ressentis seulement vers 1920. La prohibition n'a pas été appliquée à Atlantic City, par conséquent la station touristique voit sa popularité croître. La ville s'est ainsi autoproclamée « Cité des plaisirs ». La grande majorité des revenus de Johnson sont issus de la commission qu'il prélève sur chaque bouteille d'alcool vendue, sur les paris et sur la prostitution à Atlantic City. Johnson s'explique ainsi : 
« Nous avons du whisky, du vin, des femmes, de la musique et des machines à sous. Je ne vais pas le nier ni m'en excuser. Si la majorité des personnes n'en voulaient pas, ces activités ne seraient pas lucratives et n'existeraient même pas. Le fait est qu'elles existent. Cela me prouve que les gens les veulent »".
Les enquêteurs estiment que les revenus de Johnson tirés des activités illégales dépassaient 500 000 dollars par an (soit l'équivalent de 5 000 000 de dollars de 2012). Il possède une limousine de couleur bleue de 14 000 dollars avec chauffeur pour ses déplacements personnels, portait des vêtements de luxe, notamment un manteau en peau de raton laveur. L'une de ses habitudes personnelles est de porter à sa boutonnière un œillet commun rouge, changé chaque jour. Au faîte de sa puissance, Jonhson habite une suite au neuvième étage du Ritz-Carlton Hotel, situé sur la jetée. C'est dans cet hôtel que Johnson tient de luxueuses soirées. Il est surnommé le « Tsar du Ritz » ou encore « Le prisonnier du Ritz ». Il dépense sans compter pour venir en aide aux nécessiteux et est très apprécié de ses concitoyens qui lui reconnaissent une bonté et une générosité légendaires. Johnson pense que sa fortune ne le servait pas seul : « Quand je vivais bien, tout le monde vivait bien ».
Depuis sa fondation, Atlantic City a, comme les autres stations touristiques estivales, une activité économique saisonnière. Ses efforts de promotion du tourisme hivernal n'ont jamais été couronnés de succès. L'alcool en libre accès dans la ville durant la prohibition transforme Atlantic City en première destination pour les congrès d'entreprises. Afin de permettre l'accueil continu de ces conventions, Johnson dirige la construction du Centre des Congrès d'Atlantic City (Boardwalk Hall). Les travaux débutent en 1926 et il est ouvert en mai 1929. Il s'agit d'une structure d'environ 198 m par 106 m, qui se devait d'être l'un des plus réussis parmi les bâtiments de ce type. Selon le département de l'Intérieur des États-Unis, le centre possède à sa construction une pièce avec la vue dégagée la plus grande de l'histoire de l'architecture,.

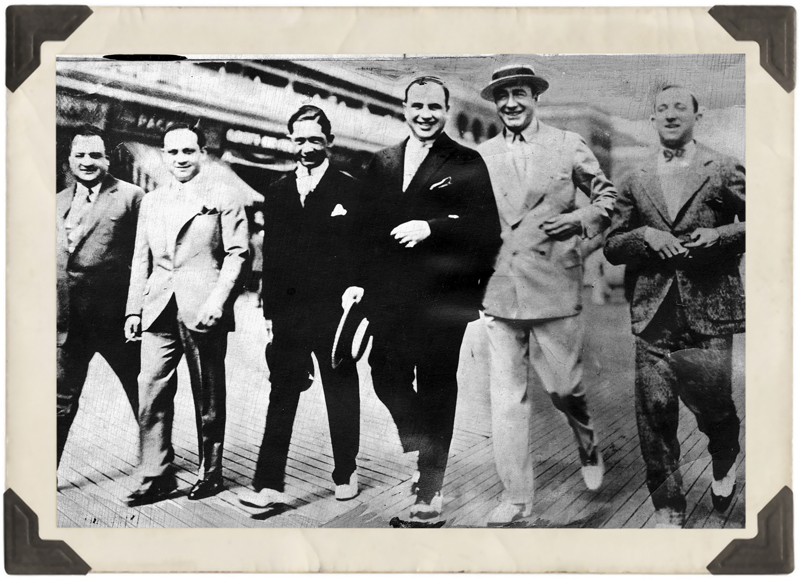
Johnson et Capone marchant vers la jetée ensemble pendant la conférence d'Atlantic City

Sous l'ère de Nucky Johnson, le port d'Atlantic City est l'un des premiers dans l'importation d'alcool prohibé. En 1927, il accepte de participer à une large organisation de trafic d'alcool et de racket avec d'autres trafiquants de la côte Est formant ainsi le « Big seven » ou « Groupe des sept » (Big seven Group). Il est l'hôte du Sommet d'Atlantic City en 1929 durant lequel se réunisssent les leaders du crime organisé tels Al Capone (une photographie réputée prétendant montrer Johnson et Capone marchant vers la jetée ensemble pendant cette conférence est cependant d'une authenticité douteuse).

### Libération sur parole
Johnson est libéré sur parole le 15 août 1945 après quatre années d'emprisonnement et prononce des vœux de pauvreté (Pauper's oath) pour éviter de payer l'amende de 20 000 dollars (259 000 dollars actuels). 
Après sa libération, il vit avec sa femme et son frère dans une maison appartenant à des proches de sa femme sur l'avenue South Elberon à Atlantic City,. Des rumeurs sur sa possible participation aux élections municipales circulaient mais n'ont jamais été avérées. Il travaille comme commercial pour la société Richfield Oil et avec sa femme pour la société Renault Winery. Durant ces années, le couple fréquente les dîners politiques locaux et les manifestations politiques où tous deux figurent en tête. 
Johnson continue de s'habiller de manière très chic et maintenait sa marque personnelle : le port d'un œillet rouge frais chaque jour.
Johnson soutient fermement le leadership de Frank S. Harley ; ainsi en 1952, lorsque le parti politique de Harley tente de gagner une élection particulièrement difficile, il n'hésite pas à faire campagne lui-même dans les quartiers nord d'Atlantic City à majorité noire où sa popularité est restée intacte.

### Décès
Johnson est mort le 9 décembre 1968 dans la maison de convalescence de Northfield située dans le comté d'Atlantic City du New Jersey. Selon le journal Atlantic City Press, Johnson « était né pour gouverner, il avait du flair, de l'extravagance, n'avait aucune morale politique ni aucune pitié. Il avait une excellente mémoire des noms et des visages et un don naturel pour le commandement… Il avait la réputation d'être tranchant, grand buveur d'alcool, grand séducteur, épicurien et amateur éclairé de luxe et de tous les plaisirs de la vie ».

## Controverses
Le nom de Nucky Johnson est fréquemment cité dans une série d'articles publiés en 1930 sur les activités illicites d'Atlantic City dans le New York Journal-American (New York Evening) appartenant à William Randolph Hearst. Selon certains, de mauvais rapports existaient entre Johnson et Hearst : Johnson serait devenu trop proche d'une danseuse dont Hearst était l'amant régulier lorsqu'il venait à Atlantic City. Hearst aurait alors fait du lobbying auprès des fonctionnaires de l'administration Roosevelt afin que Johnson soit la cible d'un suivi particulier par le gouvernement fédéral.
En 1933, il est accusé par le gouvernement fédéral de non-paiement de taxes sur des revenus gagnés en 1927. C'est aussi durant cette année que la prohibition est abolie, ce qui prive Atlantic City d'activités majeures en direction des touristes et congressistes et assèche une source de revenus pour Johnson et son appareil politique. Le 10 mai 1939, il est inculpé pour fraude fiscale pour environ 125 000 dollars de revenus concernant les années 1935, 1936 et 1937, issus du racket sur les jeux,. S'ensuit un procès de deux semaines en juin 1941, au terme duquel il est déclaré coupable. Une peine de dix ans d'emprisonnement et une amende de 20 000 dollars sont prononcées.Le 1er juillet 1941, Enoch L. Johnson, alors âgé de 58 ans, se marie avec une américano-suédoise de 33 ans, Florence "Flossie" Osbeck, une ancienne danseuse de Philadelphie (Pennsylvanie) embauchée pendant trois ans,,. Dix jours plus tard, il entre au pénitencier fédéral de Lewisburg. 
Après la condamnation de Johnson en 1941, Franck S. Harley devient le leader de la machine politique d'Atlantic City.

## Télévision
La série télévisée américaine Boardwalk Empire (2010-2014) narre la période faste d'Enoch L. Johnson.
Cette série est diffusée pour la première fois le 19 septembre 2010 sur la chaîne HBO. Martin Scorsese et Mark Wahlberg en sont les producteurs. Steve Buscemi y interprète le rôle de Nucky Thompson s'inspirant librement de la vie de Johnson. Le créateur de la série Terence Winter choisit de montrer une version romancée de la vie de Johnson afin de laisser une plus grande liberté aux scénaristes et la possibilité de créer du suspense. L'une des différences essentielles entre la réalité et la fiction est que Johnson n'a, semble-t-il, jamais tué ou ordonné de tuer quiconque, contrairement à la version présentée dans la série. Elle montre Nucky Thompson en prise directe avec la gestion du trafic d'alcool, ayant sa propre distillerie, et en concurrence frontale avec les leaders du crime organisé. En réalité, Johnson ne faisait que prendre une marge sur tout l'alcool illégal vendu à Atlantic City mais ne prenait apparemment aucune part aux conflits entre leaders du crime organisé ni n'était en concurrence avec eux. 
Par ailleurs Johnson ne s'est pas remarié avant 1941 après la mort de sa première femme en 1912 alors que dans la série, Thompson se remarie en 1921.

## Livre
La série diffusée par HBO est basée sur un chapitre du livre Boardwalk Empire: The Birth, High Times, and Corruption of Atlantic City, par Nelson Johnson (sans lien de parenté avec l'intéressé). Le livre a été traduit en français sous le titre: Boardwalk Empire : Naissance, gloire et décadence d'Atlantic City. 

## Référence cinématographique
Le gangster Lou, joué par Burt Lancaster, mentionne un incident impliquant Nucky Johnson dans le film Atlantic City de Louis Malle.